# Hubert Matthijs Adriaan Jan van Asch van Wijck
Hubert Matthijs Adriaan Jan van Asch van Wijck (Utrecht, 14 oktober 1774 – Woudenberg, 16 juli 1843) was een Nederlandse jurist, politicus, letterkundige en historicus.

## Levensloop
Van Asch van Wijck stamde uit een Betuws regentengeslacht, de familie Van Asch van Wijck. Op 19-jarige leeftijd had hij zitting in de raad van de vroedschap van Gorinchem, waar zijn grootvader al bestuurder was. Na de Bataafse Revolutie in 1795 moesten orangistische families zoals de Van Asch van Wijcks hun politieke ambten neerleggen.
Hij promoveerde in 1798 te Utrecht, studeerde verder ambteloos tot 1804, toen hij er zich als advocaat liet inschrijven. In 1807 trouwde Van Asch van Wijck met Kenau Hasselaer (1786-1827).
De oprichting van het Verenigd Koninkrijk der Nederlanden betekende de terugkeer van Van Asch van Wijck in de politiek. Na 1813 werd hij advocaat-fiscaal voor de middelen in de provincie Utrecht. In 1822 nam hij zitting in de Tweede Kamer, waarvan hij tot 1840 lid zou blijven. In de Tweede Kamer steunde hij de volhardingspolitiek van Willem I tegen België. Tevens hield hij vast aan de standenvertegenwoordiging en grondeigendom als criterium voor kiesrecht.
In 1826 passeerde Van Asch van Wijck de wethouder W.R. van Heeckeren van Brandsenburg bij de aanstelling als burgemeester van Utrecht, welk ambt hij van 1827 tot 1839 zal vervullen. Als burgemeester nam hij het initiatief tot een grootschalige stedenbouwkundige transformatie van Utrecht waardoor onder meer het Zocherpark is ontstaan. Ook legde de in de Utrechtse stadsgeschiedenis geïnteresseerde Van Asch van Wijck op 5 september 1838 de grondslag voor de voorloper van het publiekelijke Centraal Museum. Hij liet een tentoonstellingsruimte van vier kamers openen op de bovenste verdieping van het stadhuis van Utrecht. Voor een kwartje per persoon kon het Utrechtse publiek elke woensdagmiddag anderhalf uur lang kennismaken met de kunstschatten van de stad. De gedachte hierachter was dat iedereen van de stadscollectie kon genieten. Een jaar na zijn aftreden werd in het centrum van Utrecht een straat naar hem vernoemd: de Van (Asch van) Wijckskade.
Op 26 februari 1833 werd hij door Willem I verheven in de Nederlandse adel waardoor hij met zijn nageslacht het predicaat jonkheer/jonkvrouw verkreeg.
In 1839 werd hij lid der Eerste Kamer, en daarna lid van de Raad van State.

## Werk
Als letterkundige is hij bekend door de volgende, alle te Utrecht uitgegeven werken:
- Proeve over den ouden loop van de rivier de Eem;
- Over de verbetering der waterafleiding in de Geldersche vallei, 1832;
- Over de instellingen voor H.O. te Utr. vóór 1636, 1836;
- Geschiedkundige beschouwing van het oude handelsverkeer der stad Utrecht van de vroegste tijden af tot aan de veertiende eeuw, 4 st. 1838-'46;
- De stad Utrecht in hare betrekking tot de Hoogeschool in dezelve gevestigd, 1841;
- Levensschets van den burgem. Hendrik Moreelse, 1662-'64, 1844,

en een paar kleinere stukken.
- Bibliothèque nationale de France: cb16297083d (data)
- Biografisch Portaal: 04998492
- Digitale Bibliotheek voor de Nederlandse Letteren: asch001
- Gemeinsame Normdatei: 121612651
- International Standard Name Identifier: 0000 0000 8390 7812
- Library of Congress Control Number: n88256548
- Nederlandse Thesaurus van Auteursnamen: 069917930
- Parlement.com: vg09llsa2mzm
- RKD-Nederlands Instituut voor Kunstgeschiedenis: 2694
- Virtual International Authority File: 67327455
- WorldCat: E39PBJxCDXmFcrM9qmFVYGtYfq